# Werewolf by Night
Werewolf by Night is een Amerikaanse halloween special die werd uitgebracht op 7 oktober 2022 op de streamingdienst Disney+. De televisiefilm is geregisseerd door Michael Giacchino, geproduceerd door Marvel Studios en gedistribueerd door Walt Disney Pictures. Het verhaal is gebaseerd op de strips van Marvel Comics over het personage Werewolf by Night van Gerry Conway, Michael G. Ploog, Roy Thomas en Jean Thomas. De halloween special is deel van fase vier van het Marvel Cinematic Universe. De hoofdrollen worden vertolkt door Gael García Bernal, Laura Donnelly, Harriet Sansom Harris, Kirk R. Thatcher, Eugenie Bondurant, Leonardo Nam, Daniel J. Watts, Al Hamacher en Carey Jones.
Op 20 oktober 2023 verscheen dezelfde special op Disney+, tevens volledig in kleur, in tegenstelling tot het origineel uit 2022.

## Rolverdeling
| Acteur / actrice                | Personage                        |
| ------------------------------- | -------------------------------- |
| Gael García Bernal              | Jack Russell / Werewolf by Night |
| Laura Donnelly                  | Elsa Bloodstone                  |
| Harriet Sansom Harris           | Verussa Bloodstone               |
| Kirk R. Thatcher                | Joshua Jovan                     |
| Eugenie Bondurant               | Azarel                           |
| Leonardo Nam                    | Liorn                            |
| Daniel J. Watts                 | Barasso                          |
| Al Hamacher                     | Billy Swan                       |
| Carey Jones Jeffrey Ford (stem) | Ted Sallis / Man-Thing           |
| David Silverman                 | Flaming Tuba                     |
| Rick D. Wasserman               | Verteller                        |
| Richard Dixon (stem)            | Ulysses Bloodstone               |

Erick Beck bespeelde de poppen in de special.